# Forever per sempre
(Una grande passione)
Forever per sempre è un album del 2007 dei fratelli Marcella e Gianni Bella.
Il brano che dà il titolo al disco viene presentato al Festival di Sanremo 2007. Nonostante la bassa considerazione della canzone da parte della giuria di qualità sanremese il brano, scritto dallo stesso Bella con Mogol, vince un sondaggio popolare indetto dal giornale Tv Sorrisi e Canzoni con ampio consenso popolare. Il brano entra nella classifica dei singoli più venduti alla posizione 14 e resterà nella top 30 per alcune settimane. 
Tratto distintivo del progetto, l'avvicendarsi di numerosi duetti tra i fratelli. Marcella riprende ben due brani frutto della nota collaborazione tra il fratello e Adriano Celentano: Apri il cuore, il cui finale è colorato da un vocalizzo jazzato e Confessa riproposta in atmosfere spagnoleggianti. Fra gli inediti troviamo Una grande passione, degna di nota per l'intensità interpretativa che Marcella le conferisce. Chiude il disco un'inedita e raffinata versione di Nuova gente che vede Gianni accompagnato al piano da Geoff Westley. Vendetta tremenda vendetta è promosso come singolo estivo.

## Tracce
Testi di Mogol (tranne ove indicato diversamente), musiche di Gianni Bella (tranne ove indicato diversamente).
1. Vendetta tremenda vendetta (duetto) – 4:30
2. Forever per sempre (duetto) – 3:56
3. Aver te è un lusso (duetto) – 3:57
4. Neanche un giorno di più (Gianni) – 4:03
5. Apri il cuore (Marcella) – 4:45 (testo: Mogol, Cheope – musica: Gianni Bella, Rosario Bella)
6. Sono stato ingrato (Gianni) – 4:02
7. Una grande passione (Marcella) – 5:21
8. Nuvola bionda (Gianni) – 5:00
9. Il vino nel cuore (duetto) – 4:01
10. Confessa (Marcella) – 3:54
11. Nuova gente (Gianni) – 4:37

## Formazione
- Marcella Bella – voce
- Gianni Bella – voce, tastiera, programmazione
- Danilo Madonia – programmazione
- Lorenzo Sebastiani – tastiera, programmazione
- Paolo Costa – basso
- Alfredo Golino – batteria
- Maurizio Fiordiliso – chitarra
- Geoff Westley – pianoforte
- Christian Lisi – chitarra
- Fio Zanotti – tastiera, programmazione
- Andrea Maddalone – chitarra
- Adriano Pennino – tastiera, programmazione
- Cesare Chiodo – basso
- Lele Melotti – batteria
- Gogo Ghidelli – chitarra
- Lalla Francia, Emanuela Cortesi, Maurizio Parafioriti, Vanessa Vaccari, Pietro Benini, Giuseppe Lo Pizzo – cori